# Casa Rotllan
La Casa Rotllan és un edifici del municipi de Guardiola de Berguedà (Berguedà) inclosa en l'Inventari del Patrimoni Arquitectònic de Catalunya.

## Descripció
Es tracta d'una masia d'estructura clàssica de planta baixa i tres pisos superiors coberta a dues aigües amb teula àrab i el carener perpendicular a la façana principal. El parament és de pedra sense treballar, de molt diverses dimensions, unida amb morter. Les obertures, parcialment modificades amb el temps, són petites i allindanades, disposades de forma arbitrària per les façanes. Algunes d'elles, però, en algun moment han estat cegades. Està situada prop del centre de l'antic municipi de Brocà, prop del Bastareny. També destaquem les construccions annexes de dimensions considerables que trobem al seu voltant, la major part, però, molt derruïdes.

## Història
Situada prop de l'església romànica de St. Martí de Brocà, la masia és documentada des de la baixa edat mitjana. La trobem en el fogatge de 1553, en Rollan, i els seus estadans eren vassalls dels Pinós. Al s. XVII es construí un nou edifici, ampliat un segle més tard.
En les darreries del s. XX es trobava deshabitada, en procés de degradació i l'ús que se li donava era agrícola i ramader.